# باشگاه فوتبال کوبرلوا
باشگاه فوتبال کوبرلوا (به انگلیسی: Club de Deportes Cobreloa SADP) یک باشگاه فوتبال واقع در شهر کالاما در کشور شیلی است. این تیم در لیگ برتر فوتبال شیلی بازی می‌کند و تا بحال ۸ بار قهرمان این لیگ شده است.